# Парк Пушкина (Нижний Новгород)
Городско́й ландша́фтный парк культу́ры и о́тдыха и́мени Алекса́ндра Серге́евича Пу́шкина — парк культуры и отдыха в Нижнем Новгороде.
Расположен в Советском районе. Ограничен улицами Белинского, Студёной, Тимирязева, телецентром и зданиями на улице Тимирязева. Площадь — 9,8 га. Длина (вдоль ул. Белинского) — 490 м, ширина от 125 (у телецентра) до 250 м (между ул. Белинского и Тимирязева).
Часть парка является объектом культурного наследия (памятником истории) регионального значения, её граница проходит по диагональной дорожке, идущей от телецентра, и параллельно улице Белинского на уровне здания в центре парка.
Современное официальное название и статус городского парк получил в сентябре 1990 года.

## История
В мае 1880 года на открытии памятника А. С. Пушкину в Москве было предложено отмечать день рождения поэта посадками зелёных насаждений. В 1881 году Городская управа выделила свободный участок «позади Вдовьего дома имени Бугровых и Блиновых» (общежитие НГТУ № 2 на пл. Лядова) под устройство сада имени Пушкина, обозначенного на планах того времени как «Пушкинский сад». Его территория тогда доходила до улицы Переплётчикова (ныне — ул. Пушкина), а с юга была ограничена границей города, за которой находилась выгонная земля. Отведённую территорию прореза́ли отвершки глубокого оврага. Площадь сада составляла 12,3 га, из которых 2,8 га — овраги (1913).

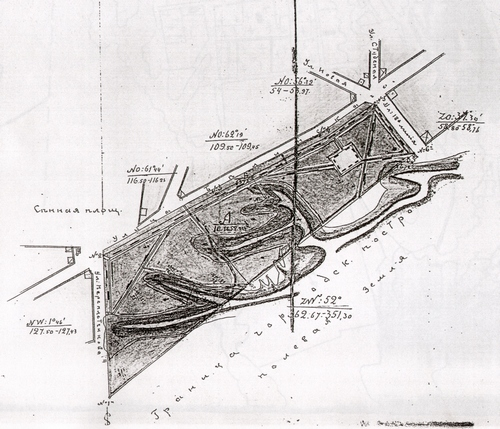
Фиксационный генплан Пушкинского сада, 1913 год

До 1899 года, когда отмечалось столетие со дня рождения А. С. Пушкина, никакого благоустройства, ни посадок не производилось. В 1900 году городской агроном отчитывался, что «место будущего сада около Вдовьего дома под названием сада Пушкина в отчетном году обнесено изгородью и распахано, чтобы подготовить почву для посадки кустов и деревьев, так как до сего времени эта площадь была под дорогой». Пятилетние берёзы и кусты акации были посажены в 1907 году при участии учащейся молодёжи. На свободной от оврагов территории были проложены дорожки и площадка в северо-восточной части сада. У выхода 18-й линии (ул. Студёной) к оврагу находились сторожка и «ретирад» (туалет).
Согласно отчётам агронома А. А. Вялова деревья и кустарники постоянно страдали от коз из-за ветхости ограды и «некультурности публики». Трава в саду выкашивалась на условиях аренды жителями близлежащих улиц. В советское время в саду начали проводиться уроки физкультуры.
В начале Великой Отечественной войны на территории сада обучали ополченцев, а также размещали мобилизованных для нужд армии лошадей, из-за чего часть его была вытоптана, а некоторые деревья погибли. После войны вместо утраченных деревьев посадили новые, в том числе лиственницы и рябины. Овраги засыпали, на пустых местах посадили кустарник. На территории, присоединенной с юга, был устроен дендрарий с ценными породами кустов и деревьев. Площадь парка составила около 14 га.
Было разработано несколько проектов перепланировки парка, но они остались не реализованными. Так, проект 1948 года предусматривал превращение сада в типичный парк культуры и отдыха сталинского периода: со статуей вождя, другими садово-парковыми скульптурами, беседками, павильонами-читальнями, павильонами-закусочными, площадками для массовых игр, аттракционами типа качелей, каруселей и гигантских шагов. В 1964 году предполагалось устройство небольшой открытой эстрады, летних разборно-сборных палаток, легких детских аттракционов, средств наглядной агитации, площадок для ручных игр и т. п.
В 1958 году западная часть парка была отдана под строительство Нижегородского телецентра. В 1963 году в глубине парка было построено здание, в котором размещались Общество охотников и рыболовов, и кинотеатр «Охотник».
В 1980-х годах часть «исторической» территории парка заняли новые студенческие общежития на улице Тимирязева. В 1990-х годах рядом с общежитиями появились теннисные корты. Городской ландшафтный парк, официально образованный в 1990 году уже не включал этих территорий, но появившееся вместо кортов здание фитнес-центра (2004) ещё уменьшило площадь парка (до 9,8 га).

## Современность

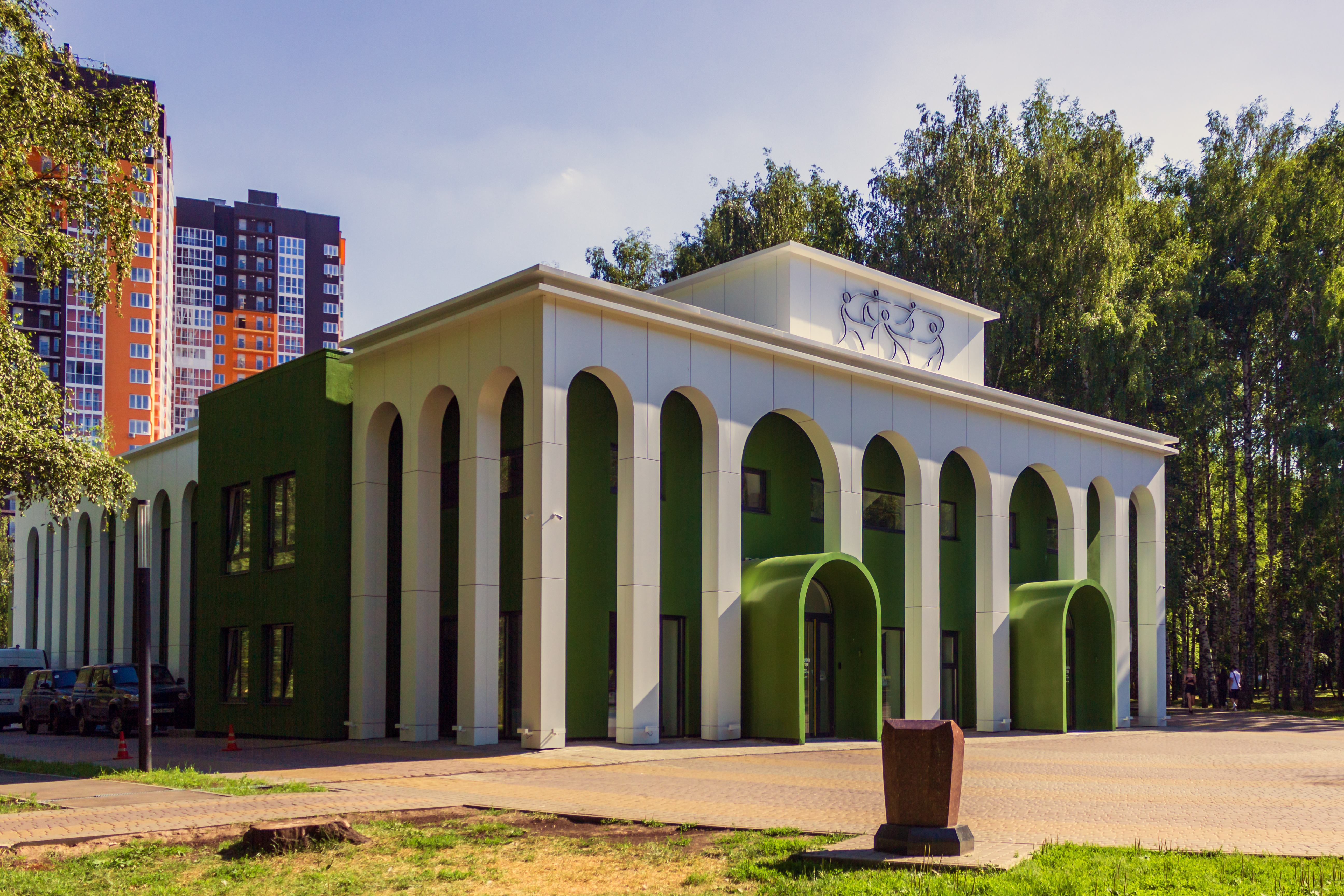
Дом народного единства

В северной части парка сохранилась исторически сформированная березовая роща площадью 5 гектаров с возрастом деревьев более 100 лет. От первоначальной планировки парка сохранилась аллея, идущая по диагонали от перекрёстка улиц Белинского и Студёной.
После придания парку статуса городского в 1990-х годах было проведено благоустройство: появились фонтан, скамейки, малые архитектурные формы, установлен памятный знак в честь ополченцев. Также в парке появились несколько кафе. В 2001 году парк был сдан на 49 лет в аренду ООО «Парк-Интернейшнл», установившему в 2003 году комплекс аттракционов: «Американские горки» длиной 900 м в длину и 26 м в высоту, «Аладдин», «Пиратская лодочка», «Автопоезд» и др.
В сентябре 2006 года было принято решение о строительстве в парке нового здания оперного театра. В 2009 году договор с арендатором был расторгнут, аттракционы демонтированы.
Здание театра планируется построить на месте бывшего Дома охотника и рыболова (сейчас ресторан «Онегин»). По проекту, разработанному Головным проектным и научно-исследовательским институтом Российской академии наук (ГИПРОНИИ РАН), здание оперного театра выходит за габариты существующего строения и занимает часть исторической части парка, аллея к центральному входу театра проложена по столетней берёзовой роще.